# Superjudge
Superjudge è il secondo album in studio del gruppo rock statunitense Monster Magnet, pubblicato nel 1993.

## Tracce
Tutte le tracce sono scritte da Dave Wyndorf tranne dove indicato.
1. Cyclops Revolution – 5:43
2. Twin Earth – 3:55
3. Superjudge – 6:49
4. Cage Around the Sun – 4:55
5. Elephant Bell – 3:59
6. Dinosaur Vacume – 6:02
7. Evil (Willie Dixon) – 3:14
8. Stadium – 3:41
9. Face Down – 4:11
10. Brainstorm (Nik Turner) – 8:04
11. Black Balloon – 3:05

## Formazione
- Dave Wyndorf - chitarra, voce
- Ed Mundell - chitarra
- Joe Calandra - basso
- Jon Kleiman - batteria